# Johann Most
Johann Joseph Most (Augsburg, Baviera 5 de febrer de 1846 - Cincinnati, Ohio 17 de març de 1906) va ser un polític alemany i estatunidenc, editor d'un diari i orador. Se li atribueix la popularització del concepte de "Propaganda pel fet", la qual apostava per una acció decisiva per part dels individus per inspirar l'acció de la resta. Most establia que "el sistema actual serà més ràpid i radicalment vençut eliminant a tot opositor". Most preferia el mètode de l'atemptat principalment a través d'explosius per la qual cosa va guanyar el sobrenom de Dynamost, encara que curiosament no es coneix amb certesa si ha participat en accions polítiques de tall violent.

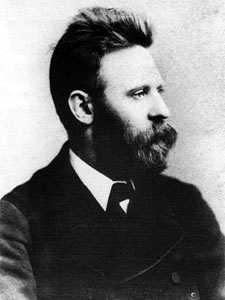
Johann Most

El seu net va ser el comentarista radiofònic dels Boston Celtics Johnny Most.